# Kaldfjord
Kaldfjord este o localitate din comuna Tromsø, provincia Troms, Norvegia, cu o suprafață de  km² și o populație de  locuitori (2013).